# Zuzwil (Berna)
Zuzwil es una comuna suiza del cantón de Berna, situada en el distrito administrativo de Berna-Mittelland. Limita al norte con la comuna de Iffwil, al este y sureste con Jegenstorf, al sur con Deisswil bei Münchenbuchsee, y al occidente con Bangerten y Rapperswil.
Hasta el 31 de diciembre de 2009 situada en el distrito de Fraubrunnen.

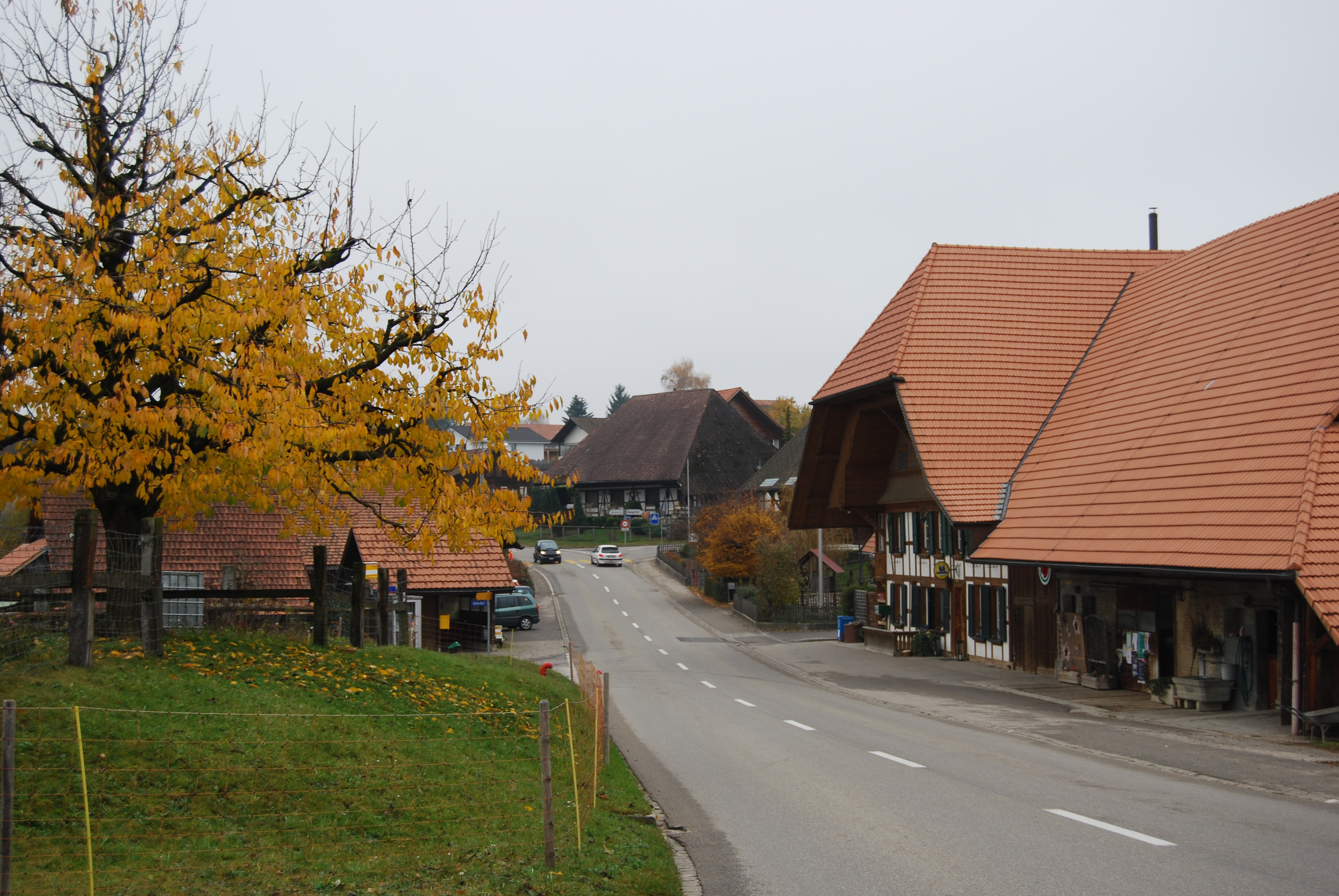
Zuzwil